# Armando Manzo
Armando Manzo, né le 16 octobre 1958 à Mexico (Mexique), est un footballeur mexicain, qui évoluait au poste de défenseur, à Tampico Madero, au Club América, au Club Necaxa, à Querétaro et à Monterrey ainsi qu'en équipe du Mexique.
Manzo marque un but lors de ses trente-huit sélections avec l'équipe du Mexique entre 1980 et 1986. Il participe à la coupe du monde en 1986 avec l'équipe du Mexique.

## Carrière
- 1978-1979 :  Tampico Madero
- 1979-1987 :  Club América
- 1987-1988 :  Club Necaxa
- 1988-1989 :  Cobras de Querétaro
- 1989-1991 :  Monterrey[2]

## Palmarès

### En équipe nationale
- 38 sélections et 1 but avec l'équipe du Mexique entre 1980 et 1986

### Avec le Club America
- Vainqueur du Championnat du Mexique en 1984, 1985 et 1985 (Tournoi Prode)